# Jerzy Józefczyk
Jerzy Wiktor Józefczyk (ur. 1956 r.) – polski inżynier elektronik. Absolwent z 1980 Politechniki Wrocławskiej. Od 2002 r. profesor na Wydziale Informatyki i Zarządzania Politechniki Wrocławskiej.